# Ignacia Calisto
Ignacia Calisto Burgos (Santiago de Chile, 17 de septiembre de 1981) es una doctora en Física y académica del Departamento de Geofísica de la Universidad de Concepción. Su área de investigación se centra en la generación de tsunamis, y en cómo usar radares HF para la detección temprana de estos fenómenos y así minimizar el riesgo en la costa. Debido a su experticia en esta área, fue consultora técnica en la investigación judicial sobre el maremoto posterior al terremoto de Chile de 2010. así también ante la UNESCO como invitada a la “Reunión de Expertos en Fuentes y Peligrosidad de Tsunamis en el sur de Perú y norte de Chile”y la primera mujer en la dirección del Departamento de Geofísica de la Universidad de Concepción.

## Biografía

### Educación
Hizo sus estudios secundarios en el Liceo Rafael Sotomayor en la ciudad de Santiago, migrando el año 2000 hacia Concepción para realizar sus estudios superiores en la Universidad de Concepción.
Finalizó la Licenciatura en Física el año 2004, y el año 2005 ingresó al doctorado en Ciencias Físicas en la misma casa de estudios becada. Entre los años 2009 y 2012 realizó un postdoctorado financiado por Fondo de Investigación en Ciencia y tecnología (Fondecyt) en el Departamento de Ciencias de la Tierra en la Universidad de Concepción; su tesis doctoral fue sobre los orígenes de la coda sísmica en el manto y en el núcleo externo de la Tierra.
Durante su periodo de formación como investigadora realizó cursos de perfeccionamiento en instituciones científicas como el GFZ Centro Alemán de Investigación en Geociencias de Alemania; el Consorcio IRIS en Ecuador y en la Universidad de Nagoya en Japón.

### Carrera profesional y labor pública
Desde el año 2012 ingresó formalmente como académica al Departamento de Geofísica de la Universidad de Concepción, donde ha desarrollado diversos proyectos en su área de estudio: Terremotos y Tsunamis, entre los que destacan proyectos financiados por Fondecyt, fondos Innova, parte del Observatorio de Riesgos Ambientales-ORA UdeC, participación en un Núcleo Milenio Cyclo. También ha hecho consultorías a empresas pública y privadas en riesgo de tsunami. Fue charlista en la decimotercera versión de Congreso Futuro presentando "Terremotos y tsunamis: desbloqueando el potencial de los registros del pasado a través de la tecnología moderna"

### Equidad de género en la ciencia
Ha tenido un rol importante en denunciar la inequidad de género en las ciencias. Por ello ha sido reconocida en entrevistas y crónicas con el Diario el Sur, Diario Concepción y Radio UdeC, La Tercera, entre otros. Desde el año 2018 forma parte de la Red de Investigadoras de Chile, agrupación gremial que reúne a mujeres en la academia y la investigación en Chile.
Por su aporte en la visibilización de las mujeres en la ciencia, recibió el premio Líderes del Sur, otorgado por el Diario El Sur en el año 2018. Ese mismo año fue protagonista del video ganador del concurso Mujeres Chilenas en Ciencias. Durante el 2024 es reconocida por el Instituto Nacional de Derechos Humanos, a través de INDH Ciudadano, como una de las "Mujeres que inciden y promueven los derechos humanos a lo largo de Chile"

### Sismología y tsunamis en Chile
Debido a su campo de investigación, ha desarrollado investigaciones relacionadas con tsunamis en Chile, analizando patrones de maremotos históricos en Chile además de las características del suelo y costa marina chilena para realizar modelos de predicción y zonas de riesgos de tsunami. Fue consultora técnica en la investigación judicial de la fiscalía Occidente de Santiago sobre el maremoto posterior al terremoto de Chile de 2010.

## Premios y reconocimientos
- 2008: Outstanding Student Paper Award otorgado por la Unión Americana de Geofísica[22]
- 2017: Primer Lugar Científicas Chilenas[23]
- 2018: Líderes del Sur del Diario El Sur[24][25]
- 2024: Mujeres que inciden y promueven los derechos humanos a lo largo de Chile [19]

## Publicaciones
Esta es una lista de los trabajos científicos más citados de la investigadora; para revisar el listado completo revisa el perfil del investigador en Google Scholar.
- Calisto, Ignacia; Miller, Matthew; Constanzo, Iván (2017).  Braitenberg, Carla, ed. Comparison Between Tsunami Signals Generated by Different Source Models and the Observed Data of the Illapel 2015 Earthquake (en inglés). Springer International Publishing. pp. 287-297. ISBN 978-3-319-57821-7. doi:10.1007/978-3-319-57822-4_20. Consultado el 20 de marzo de 2020.
- Bataille, Klaus; Calisto, Ignacia (2008). «Seismic coda due to non-linear elasticity». Geophysical Journal International (en inglés) 172 (2): 572-580. doi:10.1111/j.1365-246X.2007.03639.x. Consultado el 20 de marzo de 2020.
- Calisto, Ignacia; Ortega, Marisella; Miller, Matthew (2015). «Observed and modeled tsunami signals compared by using different rupture models of the April 1, 2014, Iquique earthquake». Natural Hazards (en inglés) 79 (1): 397-408. ISSN 0921-030X. doi:10.1007/s11069-015-1848-x. Consultado el 20 de marzo de 2020.
- Drápela, J.; Calisto, I.; Moreno, M. (2021). «Locking-derived tsunami scenarios for the most recent megathrust earthquakes in Chile: implications for tsunami hazard assessment». Natural Hazards (en inglés) 107: 35-52. doi:10.1007/s11069-021-04572-5. Consultado el 17 de noviembre de 2023.
- Cifuentes – Lobos, R.; Calisto, I.; MacInnes, B.; Moreno, M.; Quezada, J.; San Martin, J.; Fernandez - Palma, M.; Ormeno, F. et al. (2023). «A stochastic approach to the characterization of the seismic source of historical and paleo tsunami». Stochastic Environmental Research and Risk Assessment (en inglés) 37: 2399-2411. doi:10.1007/s00477-023-02397-1. Consultado el 4 de abril de 2024.
- San Martin, J.; Calisto, I.; Quezada, J.; Stewart, D.; Ely, L.; Cifuentes - Lobos, R.; Moreno, M. (2024). «Characterization of historical megathrust earthquake ruptures in Central Chile using logic tree analysis». Natural Hazards (en inglés). doi:10.1007/s11069-024-06404-8. Consultado el 4 de abril de 2024.